# 菲利波·屠拉蒂

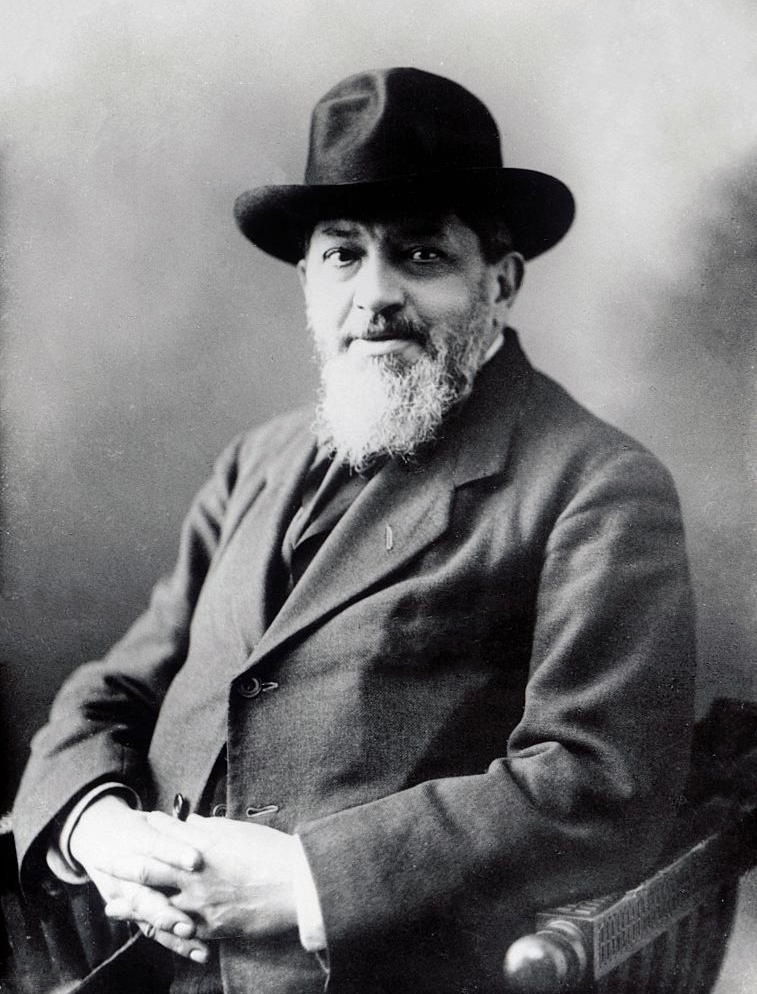
菲利波·屠拉蒂

菲利波·屠拉蒂（義大利語：Filippo Turati；1857年11月26日—1932年3月29日），意大利学者、诗人、政治人物，意大利社会党的创始人。

## 生平

### 早年生活
他出生于科莫省的坎佐，1877年毕业于博洛尼亚大学法律系，并与米兰当时最重要的艺术家一起参加了放荡派（Scapigliatura）运动。屠拉蒂对政治产生了兴趣，在加入更具体的社会主义团体之前，他被民主运动所吸引。
1886年，图拉蒂创作了《工人颂》，这是一首受欢迎的社会主义歌曲，由阿明托雷·加利谱曲，被认为是意大利工人运动中最重要的历史歌曲之一。此时，图拉蒂与米兰社会主义联盟有联系，该联盟是康斯坦丁诺·拉扎里的意大利工人党的支持团体。屠拉蒂不愿意谱写歌曲，但被他的母亲阿黛尔说服了。他对最终文本感到羞愧，并向委托创作的拉扎里承诺会重写，但拉扎里接受了。这首歌曲于1886年3月7日在米兰报纸《蝴蝶报》上发表，归功于屠拉蒂。尽管这首歌取得了成功，屠拉蒂后来称这首歌为“少年诗歌罪”，他在1898年的审判中反驳道：
他们多次因这些煽动阶级仇恨的诗句而对我进行审判。相反，他们应该以煽动反诗罪判处我死刑。
他在这一时期最重要的社会学著作是《社会问题》，其中他考察了社会条件如何影响犯罪。他在那不勒斯进行社会状况调查时遇到了安娜·库利斯乔夫。库利斯乔夫是俄罗斯的流亡者，她成为了无政府主义领袖安德里亚·科斯塔的伴侣——当她皈依非无政府主义社会主义时，科斯塔紧随其后，给他的无政府主义同志们写了一封重要的信，他在信中放弃了这场运动。库利斯乔夫和科斯塔在她遇到屠拉蒂时已经分手了。两人立即坠入爱河，并一直生活在一起，直到1925年她去世。
在法国，屠拉蒂与意大利律师朱塞佩·莱蒂（Giuseppe Leti，1866-1939）关系密切，后者是1929年至1937年居住在法国的苏格兰礼国家共济会最高委员会的前主席。莱蒂熟悉其他意大利反法西斯政治家，如弗朗切斯科·萨韦里奥·尼蒂、阿尔贝托·钱卡、彼得罗·南尼、伊曼纽尔·莫迪利亚尼和埃米利奥·卢苏。

### 社会党

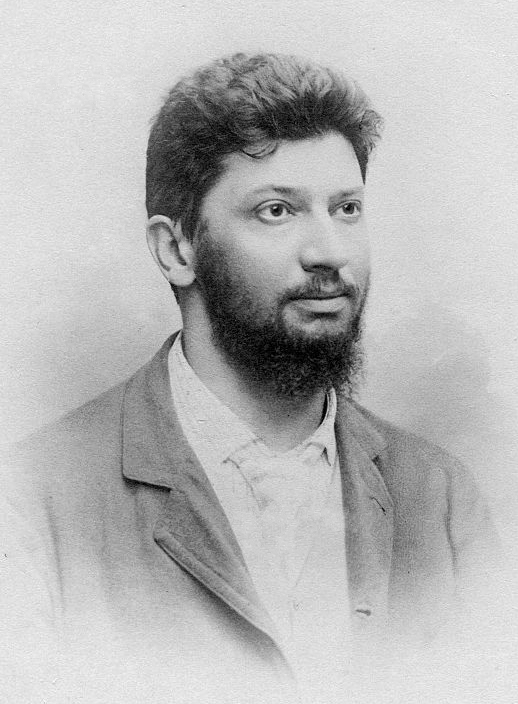
1890年代的屠拉蒂

图拉蒂和安娜·库利斯乔夫是1892年意大利社会党（PSI）成立过程中最具影响力的知识分子（该党于1895年更名）。他们是改良主义者，相信社会主义会逐渐实现，主要是通过意大利议会、工会组织和教育的行动，通过他们的杂志《社会批判》传播他们的思想，这是他们的朋友阿尔坎杰洛·吉斯莱里以《心与批评》为标题创办的一篇评论杂志。这是第一次世界大战前意大利最具影响力的马克思主义评论杂志。它被贝尼托·墨索里尼的法西斯政权关闭，在第二次世界大战后重建，至今仍在印刷中。
在党成立后的几年里，意大利政府试图镇压它。屠拉蒂主张与其他意大利民主力量结盟，旨在击败政府的反动政策，推进左翼事业。1898年，屠拉蒂被捕，并被指控为全国爆发反对面包价格上涨的民众骚乱（米兰屠杀）的煽动者。次年，他被释放。
在总理路易吉·佩卢的领导下，该国由高度保守主义的政治家统治，他们遭到了左翼的强烈抵抗，1899年，他们在很大程度上由于社会党的政策而被击败。1901年，自由派朱塞佩·扎纳尔代利成为总理，乔瓦尼·乔利蒂担任内政部长，乔利蒂主导意大利政治直到1915年。这个自由派内阁在议会中逐步失去选票，更保守的政治家西德尼·桑尼诺有可能上台；屠拉蒂敦促社会党代表投票支持扎纳尔代利政府。当党的领导层拒绝批准投票时，他还是说服了代表们这样做。
尽管自由派政府允许工人罢工，尽管随后的罢工浪潮改善了工业和土地的条件，但这次投票还是将党内最初的右翼和左翼分裂推向了顶峰。1901年至1906年间，社会党内权力在屠拉蒂领导的改良派和其他领导人领导的革命派之间摇摆不定。1906年后，改良派内部出现了分歧。1912年，由于社会党对意大利-土耳其战争（1911-1912）的反应，革命派接管了该党。他们的领导人之一贝尼托·墨索里尼成为党报《前进！》的编辑；图拉蒂反对墨索里尼，但事实证明他无法驱逐墨索里尼。他反对这场冲突，并将反对意大利加入第一次世界大战，而墨索里尼则转向了领土收复主义立场（他在主张意大利加入协约国后被驱逐出社会党）。尽管1918年6月屠拉蒂是一名和平主义者，但他强烈支持正在进行皮亚韦河战役的意大利军队。

### 反法西斯运动

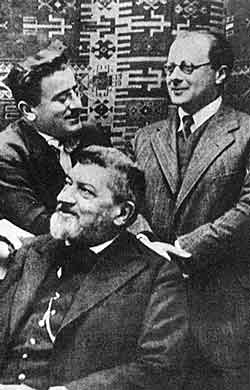
流亡在巴黎的屠拉蒂（前排）

第一次世界大战后，墨索里尼创建了准军事的革命行动法团，然后在1919年更名为义大利战斗者法西斯，最后在1921年更名为国家法西斯党，并于1922年（在向罗马进军后）上台。菲利波·屠拉蒂和安娜·库利斯乔夫非常了解墨索里尼，他们是法西斯主义的主要反对者，生活在不断的监视和威胁之下。在一系列有先见之明的演讲中，屠拉蒂认为，1919年社会党通过的新革命纲领将导致灾难，他主张与其他法西斯主义反对者建立政治联盟。这一政策遭到拒绝，1921年，随着意大利共产党的成立，社会党分裂。1922年，屠拉蒂的团体被驱逐，成立了一个新的团体——统一社会党（PSU）。1924年，屠拉蒂的弟子兼PSU秘书贾科莫·马泰奥蒂被墨索里尼的秘密警察暗杀；这一具有开创性的事件促使墨索里尼在1925年至1926年间正式确立了他的独裁统治。
1926年，图拉蒂在里卡多·包尔、卡罗·罗塞蒂、费鲁乔·帕里、亚历山德罗·佩尔蒂尼（未来的意大利共和国总统）和同名打字机公司的阿德里亚诺·奥利韦蒂的帮助下，戏剧性地逃离意大利逃往法国。在巴黎，他是非共产主义反法西斯抵抗运动的灵魂，周游欧洲，提醒民主人士注意法西斯的危险——他认为这是一种具有深远影响的现象。1932年3月，他在法国首都去世。
第二次世界大战后，屠拉蒂的遗体被转移到米兰的纪念墓园，在那里他被安葬在安娜·库利斯乔夫旁边。
在弗洛雷斯塔诺·万奇尼的电影《刺杀马泰奥蒂》（1973）中，图拉蒂由加斯托内·莫斯金饰演。